# Spelling Entertainment Group
Spelling Entertainment Group est une société créée par Aaron Spelling en 1972. Elle a été rachetée par Viacom en 1999. La société était, avant son rachat, composée des branches suivantes :
- Spelling Television : société de production télévisuelle comprenant Big Ticket Television.
- Spelling Films, société de production cinématographique.
- Republic Pictures, société achetée par Aaron Spelling en 1994.
- Worldvision Enterprises, société achetée par Aaron Spelling en 1991.

 Spelling Television Inc.'  (anciennement connu sous le nom  'Aaron Spelling Productions'  et  plus tard 'Spelling Entertainment Inc.'  qui fait partie du  Spelling Entertainment Group' ) était une société de production télévisée qui a produit des émissions populaires telles que  La croisière s'amuse ,  Dynastie ,  Beverly Hills, 90210,  Sept à la maison ,  Melrose Place  et  Charmed . La société a été fondée par le producteur de télévision Aaron Spelling en 1969. La société est actuellement connue sous le nom de CBS Television Studios. Une société liée Spelling-Goldberg Productions a co-existé en partie à la même époque et produit d'autres émissions bien connues telles que  Drôles de dames ,  Starsky et Hutch , et  L'Île fantastique , mais ces séries ne font pas partie du catalogue détenu actuellement par CBS.

## Histoire
À la fin des années 1970 / début des années 1980 à la télévision, Spelling était roi. En 1984, Spelling avait sept séries sur le réseau de télévision ABC, représentant un tiers des prime time de la chaîne. Ce qui explique que certains concurrents surnommaient ABC, la "Aaron's Broadcasting Company".
Aaron Spelling Productions entra en Bourse en 1986 amassant 80 millions de dollars. En 1988, Aaron Spelling Productions a acquis Laurel Entertainment et une grande part de Taft Entertainment Company, dont  Worldvision Enterprises, Inc. Les trois sociétés sont devenues des filiales de Spelling Entertainment Inc. - même si Worldvision était la seule division de Taft à continuer de fonctionner. La vente a été finalisée le 1er mars 1989.
Au début des années 1990, Beverly Hills, 90210 et Melrose Place ont contribué à aller plus loin et atteindre avec la Fox une nouvelle génération de jeunes téléspectateurs. Toujours dans les années 1990, the WB a été lancée. La série ayant eu le plus de succès, les meilleures audiences et la plus grande longévité fut 7 à la maison pendant dix saisons. En 2006, la nouvelle chaîne The CW, rediffusa les premières saisons de 7 à la maison. Les séries produites par Spelling pour ABC, Fox, et The WB ont été un énorme succès pour l'entreprise et ils ne perdirent pas de temps à entrer dans le monde marchand dans les années 1980 et 90. Dans les années 1990, alors qu'Internet n'en était qu'à ses débuts, la société a également été l'une des premières sociétés de production à faire fonctionner activement un site Web pour Melrose Place.
Spelling Entertainment Inc. a été acquise par Charter Company le 6 avril, 1991. Le 31 mars 1992, Spelling et Charter Company ont annoncé un accord de fusion , Charter Company change son nom pour devenir Spelling Entertainment Group Inc.
Le 5 octobre 1993, Blockbuster, Inc. a acquis une participation majoritaire dans Spelling Entertainment Group. Le 28 avril 1994, Spelling Entertainment et Blockbuster Entertainment Corporation acquièrent Republic Pictures pour 100 millions de dollars.
En août 1994, le bloc de programmes "Spelling Premiere network" a été produit pour la syndication par Spelling Television. Ce bloc incluait 22 épisodes de  Robin Hoods , 13 épisodes de  Heaven Help Us , et 9 épisodes de  University Hospital .

### Acquisition par Viacom
Le 29 septembre 1994, Blockbuster a fusionné avec Viacom. Blockbuster possédait alors 67 % de Spelling Entertainment. Après la fusion, Spelling Entertainment intégra Worldvision à travers sa filiale Republic Pictures. Worldvision disparut en tant que société de production, mais la société continua en tant que distributeur jusqu'en 1999, puis fusionna avec Paramount Domestic Television. Viacom avait acheté Paramount Communications - anciennement possédée par Gulf + Western - la maison mère de Paramount Pictures et Paramount Television, en 1994).
En 1995, Viacom a tenté de vendre ses 78 % de Spelling. Notamment afin de rembourser la dette contractée pour l'achat de Paramount Communications. En outre, Viacom estimait que Spelling Television était trop semblable à sa filiale Paramount Television. PolyGram, New World Entertainment et News Corporation ont fait des offres, mais n'a pu trouver d'accord satisfaisant et l'opération a été abandonnée en 1996, Le reste du Spelling Entertaiment a ensuite été acquis par Viacom, le 23 juin, 1999.
Avant la fusion avec Viacom, la plupart des séries de Spelling avaient été distribuées par Worldvision, et les anciennes séries par plusieurs autres, dont Warner Bros Television et 20th Television.
En 2000, Aaron Spelling est resté actif et impliqué en tant que chef de la direction jusqu'à sa mort en 2006. Jonathan Levin le président de la société en compagnie de E. Duke Vincent, associé de longue date de Spelling, ont participé au succès de l'entreprise.
Spelling Télévision a finalement été réduite a une petite entité sous l'égide de CBS Paramount Television (maintenant CBS Television Studios), une division de CBS Corporation, avec une petite équipe. La société s'appelle à présent CBS Television Studios depuis la mort d'Aaron Spelling en 2006.
 7 à la maison  était la dernière série produite par Spelling Television diffusée sur une chaîne de télévision.

## Catalogue Spelling actuel
La séparation entre CBS et  Viacom en 2006 aboutit essentiellement à la scission de Spelling et de Republic. Spelling a conservé les droits de diffusion télévisée du catalogue Spelling/Republic, tandis que Republic a conservé retenu les droits d'exploitation en salle et de sortie vidéo.
Actuellement, tous les programmes de télévision qui ont été produits ou acquis par Spelling télévision sont distribués par CBS Television Distribution.
Le logo de l'entreprise de télévision Spelling et les séries ont été vus à la télévision pour la dernière fois lors de la rediffusion de la dernière saison de 7 à la maison, le 16 septembre 2007. Le logo Spelling continue à apparaître sur les couvertures de DVD issus du catalogue (sauf pour les séries appartenant à Sony Pictures Television, et des séries qui ne sont pas à l'origine produites par Spelling mais acquise plus tard, comme Bonanza).
À la fin de 2008, une partie des productions de Spelling Television, y compris Beverly Hills, 90210, Melrose Place, Twin Peaks, et La croisière s'amuse a commencé à être diffusée en streaming sur le site de CBS sous la page Classics.
En 2015, CBS acquît POP TV autrefois appelée TVGN, elle diffuse un grand nombre de ces séries, tandis que CBS All Access streaming service et le portail CBS sur Hulu diffuse les séries en ligne.

## Spelling Entertainment Group
Avant la pleine acquisition par Viacom en 1999 (où Spelling Television serait une filiale à part entière), les sociétés de Spelling Entertainment Group étaient les suivants:
- Spelling Entertainment Group:
  - Spelling Television et la plupart des catalogues des sociétés précédentes (à l'exclusion de Spelling-Goldberg Productions, dont le catalogue a été vendu à Columbia Pictures Television, l'actuelle Sony Pictures Television)
    - Big Ticket Television lancée en 1994 (maintenant une filiale de CBS Television Studios)
    - Spelling Daytime Television lancée comme une division distincte de programmes destinés pour l'après-midi, basée à NBC.
    - Torand Productions
    - Laurel Entertainment, Inc.

  - Spelling Films
  - Republic Pictures, y compris:
    - Beaucoup de son catalogue de films et de ses séries TV
    - Le catalogue hérité de National Telefilm Associates (NTA), qui comprend lui-même:
      -  La Vie est belle 
      - La plupart des classiques d'animation de Paramount
      - Certains films des débuts de United Artists(y compris  Le Train sifflera trois fois )
      - Les séries de NBC avant 1973, tels que  Max la menace  et  Bonanza , ainsi que les droits de La Petite Maison dans la prairie  (créée en 1974)

  - Worldvision Enterprises acquise en 1988:
    - Sunn Classic Pictures et Titus Productions
    - Taft International Pictures et Taft Entertainment
    - La majorité du catalogue de Quinn Martin Production.
    - Les séries de ABC avant 1973.
    - Selznick International Pictures (à l'exception de  Autant en emporte le vent , qui a été vendu à Metro-Goldwyn-Mayer en 1944 , devenu plus tard Turner Entertainment Co. en 1986; Turner ayant fusionné avec Time Warner en 1996)
    - Les droits de télévision de la plupart des productions Carolco Pictures.

Après la fin de scission de l'entreprise en 2005 en Viacom et CBS Corporation, une partie des catalogues ci-dessus est allée à chaque entreprise. Les films sont allés principalement à Viacom Paramount Pictures et les séries télévisées à CBS Television Distribution filiale de CBS Corporation, tandis que les films Selznick ont été récupérés par différentes chaînes de [syndication] appartenant à Disney / ABC, comme ABC elle-même détient les droits des films Selznick.
Quant aux droits de DVD, ce sont aussi divisés:
- CBS Home Entertainment détient les droits mondiaux pour l'exploitation des séries, distribuées par Paramount (à l'exception du Royaume-Uni pour  Twin Peaks , qui, en raison de contrats antérieurs, est distribuée par Universal Studios Home Entertainment. Quant à Holocauste , une mini-série acquise avec Taft Entertainment - CBS possède des droits de licence de DVD en dehors des États-Unis, tandis que Paramount détient les droits pour les États-Unis.
- Aux États-Unis, quelques-uns des films (notamment  La vie est belle ) ont des droits DVD appartenant à Paramount, le reste distribué par Lionsgate Home Entertainment, successeur de Spelling/Republic titulaire des droits vidéo de Artisan Entertainment, a été transmis à Olive Films. Dans le reste du monde, les droits DVD pour les films sont la propriété de diverses autres sociétés (par exemple, Universal au Royaume-Uni, et Paramount en France et en Région 4).

## Anciens noms
- Aaron Spelling Productions (1969-1988)
- Spelling Entertainment Inc. (1988-1992)
- Spelling Entertainment Group (1992-1999)